# Tetragonaal kristalstelsel
Een tetragonaal kristalstelsel is een bepaald type kristalstelsel dat symmetrische kristalvlakken bezit. De kristallen in het tetragonale kristalstelsel zijn balken, maar waarvan het grondvlak een vierkant is. De hoeken tussen de vlakken is dus steeds 90°. Deze vorm wordt nauwelijks in de natuur aangetroffen: de meeste kristallen met dit kristalstelsel hebben een ingewikkelder structuur. Ze komen als prisma's of als bipiramiden voor.
Tetragonaal komt uit het Oudgrieks: van τέσσαρες, téssares voor vier en γωνία, gōnía voor hoek. Het tetragonale kristalstelsel heeft zeven puntgroepen: 4, 4, 4/m, 4mm, 4/mmm, 42m en 422.
Er zijn 2 tetragonale bravaistralies:
| Primitief tetragonaal | Tetragonaal ruimtelijk gecentreerd |
|                       |                                    |

## Mineralen met een tetragonaal kristalstelsel
- Abernathyiet
- Abswurmbachiet
- Anataas
- Apofylliet
- Asisiet
- Autuniet
- Brauniet
- Cassiteriet
- Černýiet
- Chalcopyriet
- Coffiniet
- Cristobaliet
- Fosgeniet
- Gehleniet
- Hafnon
- Hardystoniet
- Hausmanniet
- Idokraas
- Jalpaïet
- Kwik(I)chloride
- Leuciet
- Meioniet
- Meliliet
- Mongoliet
- Nikkel(II)sulfaat
- Powelliet
- Pyrolusiet
- Richelliet
- Rutiel
- Scapoliet
- Scheeliet
- Steacyiet
- Stolziet
- Thoriet
- Torberniet
- Tugtupiet
- Vesuvianiet
- Wulfeniet
- Xenotiem
- Zirkoon

triklien · monoklien · orthorombisch · tetragonaal · trigonaal · hexagonaal · kubisch